# Oskar Buur
	Oskar Buur Rasmussen (* 31. März 1998 in Skanderborg) ist ein dänischer Fußballspieler auf der Position eines Abwehrspielers. Seit 2017 spielt er bei den Wolverhampton Wanderers in der höchsten englischen Fußballliga, kommt aber auch noch für dessen Nachwuchs zum Einsatz.

## Vereinskarriere
Oskar Buur wurde am 31. März 1998 geboren und begann seine Karriere als Fußballspieler in der Jugend des unterklassig agierenden FC Skanderborg, von dem er als U-14-Spieler in die Nachwuchsabteilung des Profiklubs Aarhus GF wechselte. Im Herbst 2014 schaffte er als 16-Jähriger den Sprung in die U-19-Auswahl des Vereins, nachdem er zu diesem Zeitpunkt bereits zahlreiche Länderspiele für Dänemarks U-16- und U-17-Auswahlen absolviert hatte. In diesem Jahr gewann er auch den ersten Martin Jørgensens Talentpris. Noch vor seinem 17. Geburtstag unterzeichnete Oskar Buur im Februar 2015 einen rund dreijährigen Jugendvertrag, mit der Aussicht auf einen vollwertige Profivertrag nach Auslaufen des Jugendvertrages im Sommer 2017. Hierfür hatte er sich bereits in diversen Freundschaftsspielen für die Profimannschaft bewiesen, wo er vor allem verletzungsbedingte Ausfälle der Stammspieler kompensierte. Des Weiteren wurde er kurz vor seinem 17. Geburtstag unter Morten Wieghorst in den Profikader geholt, in dem er am 15. März 2015 bei einem 1:0-Auswärtssieg gegen den Akademisk Boldklub über die vollen 90 Minuten als Rechtsverteidiger debütierte. Bei seinem Pflichtspieldebüt war er 16 Jahre, elf Monate und zwölf Tage alt und damit der viertjüngste eingesetzte Spieler der dänischen Zweitklassigkeit in der Saison 2014/15.
In weiterer Folge wurde Oskar Buur noch in sieben weiteren Ligapartien bis zum Saisonende eingesetzt und saß auch mehrfach uneingesetzt auf der Ersatzbank. Mit Aarhus rangierte er im Endklassement mit vier Punkten Rückstand auf die Viborg FF auf dem zweiten Tabellenplatz und stieg als Vizemeister zusammen mit Viborg in die dänische Erstklassigkeit auf. In der Saison 2015/16 saß er im Erstrundenspiel, einem 2:1-Heimerfolg über die Brøndby IF, erstmals ohne Einsatz auf der Ersatzbank und in den nachfolgenden Wochen abwechselnd auf der Ersatzbank saß oder erst gar nicht im offiziellen Kader stand. Seinen ersten Saisoneinsatz hatte er im Zweitrundenspiel des dänischen Fußballpokal 2015/16, als er beim 8:1-Kantersieg über Kjellerup IF über die vollen 90 Minuten am Rasen war und unter anderem eine Torvorlage beisteuerte. Am 23. Oktober gab Buur sein Erstligadebüt, als er bei der 1:3-Niederlage gegen den Hobro IK in der 84. Spielminute für Alexander Juel Andersen auf das Spielfeld kam. Damit ist er mit 17 Jahren, sechs Monaten und 22 Tagen der jüngste eingesetzte Spieler der dänischen Superliga 2015/16. Vier Tage nach seinem Ligadebüt absolvierte er im dänischen Pokal einen weiteren Kurzeinsatz gegen den Rishøj Boldklub; mit der Mannschaft zog er ins Finale des Turniers ein, wo er mit der Mannschaft am 5. Mai 2016 auf den FC Kopenhagen trifft. Das letzte Mal auf der Ersatzbank saß Buur am 2. November 2015 gegen Sønderjysk Elitesport; unter dem neuen Trainer Glen Riddersholm, der das Amt Anfang Dezember 2015 übernahm, wurde Buur nicht mehr berücksichtigt und kommt seitdem ausschließlich in der Reserve bzw. im Nachwuchs zum Einsatz.

## Nationalmannschaftskarriere
Erste Erfahrungen in einer Nachwuchsnationalmannschaft seines Heimatlandes sammelte Oskar Buur im Oktober 2013, als er erstmals in zwei Freundschaftsspielen gegen Österreich in der dänischen U-16-Auswahl eingesetzt wurde. Vier Monate später absolvierte er ein UEFA-Turnier in Burton-upon-Trent, wobei er in allen drei Partien dieses UEFA Development Tournaments eingesetzt wurde. Zwischen Ende Juli und Anfang August kam Buur unter dem ehemaligen Profi und dänischen Nationalspieler Jan Michaelsen zu vier Auftritten im Nordic Cup der U-17-Nationalmannschaften im eigenen Land. Dort schied Dänemark jedoch knapp aufgrund der schlechteren Tordifferenz als Zweiter in der Gruppenphase aus, gewann jedoch das Spiel um Platz 3. Ende September 2014 scheiterte er mit dem Team in der Qualifikation zur U-17-EM 2015.

## Erfolge
Aarhus GF
- 1× Vizemeister der dänischen 1. Division und Aufstieg in die dänische Superliga: 2014/15